# Oliver (osebno ime)
Oliver je moško osebno ime.

## Izvor imena
Ime Oliver izhaja iz angleškega imena Oliver, le tega pa razlagajo kot privzeto normansko francosko ime.

## Izpeljanke imena
- moške oblike imena: Olivij, Olivijo, Olivio, Olivo
- ženska oblika imena: Olivera

## Pogostost imena
Po podatkih Statističnega urada Republike Slovenije je bilo na dan 31. decembra 2007 v Sloveniji 297 oseb z imenom Oliver.

## Osebni praznik
Oliver praznuje god 11. julija.

## Znane osebe
- Oliver Cromwell, angleški politik in vojskovodja
- Oliver Dragojević, hrvaški pevec
- Oliver Goldsmith, irski pisatelj in pesnik
- Oliver Hardy, ameriški igralec, bolj znan kot Olio iz dvojca Stan in Olio
- Oliver Heaviside, angleški fizik in matematik
- Oliver Kahn, nemški nogometni vratar
- Oliver Joseph Lodge, britanski fizik
- Oliver Mlakar, hrvaški televizijski voditelj
- Oliver Neuville, švicarsko-nemški nogometaš
- Oliver Smithies, ameriški biokemik in nobelovec
- Oliver Stone, ameriški režiser
- Oliver Tič ("Oli Walker"), popotnik in pohodnik iz Slovenskih Konjic
- Oliver Twist, izmišljeni lik istoimenskega romana Charlesa Dickensa